# Мария Джованна Савойская
Мари́я Джова́нна Бати́ста Саво́йско-Нему́рская (итал. Maria Giovanna Battista di Savoia-Nemours), до 1665 года была известна как Мари́я Жа́нна Бати́ста Саво́йско-Нему́рская (фр. Marie-Jeanne-Baptiste de Savoie-Nemours; 11 апреля 1644, Париж — 15 марта 1724, Турин) — дочь герцога Немурского; в браке герцогиня Савойская; регент Савойи в годы малолетства сына.
После смерти отца Мария Джованна унаследовала обширные владения, которые сделали её желанной невестой. В 1662 году она обручилась с наследником герцога Лотарингского, однако брак так и не состоялся из-за Монмартрского договора. В конечном итоге Мария Джованна стала женой Карла Эммануила II, герцога Савойского, в браке с которым родился единственный ребёнок — сын Виктор-Амадей II. При рождении Мария Джованна именовалась на французский манер Марией Жанной, однако после переезда в Савойю имя было итальянизировано. В годы регентства при сыне активно занималась строительством и реконструкцией дворцов и церквей, а также налаживала отношения с другими государствами. В 1684 году Мария Джованна организовала брак сына с французской принцессой Анной Марией Орлеанской и вскоре после этого была удалена от двора в резиденцию Палаццо Мадама, где и скончалась в 1724 году.
Среди внуков и правнуков Марии Джованны были король Франции, два короля Испании и король Сардинии.

## Происхождение и ранние годы
Мария Джованна Батиста родилась 11 апреля 1644 года в резиденции герцогов Немурских в Париже и стала первым ребёнком в семье Карла Амадея, 6-го герцога Немурского, и Елизаветы Бурбон-Вандомской. По материнской линии девочка была правнучкой короля Франции Генриха IV и его фаворитки Габриэль д’Эстре; их сын Сезар де Вандом, дед Марии Джованны, носил титул Légitimé de France («узаконенное дитя Франции»). Принцесса приходилась родственницей не только королю Людовику XIV, но и большинству католических королевских семей того времени. По отцовской линии Мария Джованна принадлежала к младшей ветви Савойского дома, осевшей во Франции в XVI веке. Вместе с Марией Джованной воспитывалась её младшая сестра Мария Франциска, мадмуазель де Омаль, родившаяся в 1646 году; кроме Марии Франциски и Марии Джованны в семье было трое сыновей и дочь, родившиеся мёртвыми или умершие вскоре после рождения. Вплоть до заключения брака Мария Джованна именовалась мадмуазель де Немур; также в этот период она была известна как Мария Жанна Батиста. В молодости Мария Джованна часто посещала салон знаменитой мадам де Лафайет, которая позже в переписке представила девушку мадам де Севинье. Оба этих знакомства позволили Марии Джованне лучше понять французский двор во время её регентства.
В 1652 году отец Марии Джованны был убит на дуэли собственным шурином Франсуа де Бофором. В течение последующих нескольких лет она и её родные находились под опекой брата Карла Амадея Генриха, который унаследовал титул герцога; сама Мария Джованна унаследовала многие владения её отца. После смерти Генриха в 1659 году герцогство Немурское вернулось к короне, но Мария Джованна сохранила за собой наследственные имения. Кроме того, мать девочки, Елизавета Вандомская получала помощь от своей семьи, в частности от матери Франсуазы Лотарингской.

## Брачные планы
Семья Марии Джованны желала брачного союза с Карлом Эммануилом II, герцогом Савойским, сыном Кристины Французской, которой Мария Джованна приходилась внучатой племянницей. В 1659 году Кристина вызвала принцессу вместе с сестрой и матерью в Турин для личного знакомства. Карл Эммануил проявили живой интерес к девушке как к потенциальной жене. Впрочем, его мать была предупреждена кардиналом Мазарини об амбициозном характере принцессы, что заставило Кристину отклонить это предложение о браке. В конце концов, Кристина организовала помолвку сына с Франсуазой Мадлен Орлеанской, которая смогла доказать, что будет послушна свекрови. Свадьба состоялась в 1663 году.
Вернувшись во Францию, мадмуазель де Немур привлекла внимание Карла Леопольда, сына и наследника герцога Лотарингского. Ранее её руки просил португальский двор, однако после некоторых раздумий принцесса отказалась. Положение Карла было схоже с положением герцога Савойского; к тому же такой брак вполне устраивал мать Марии Джованны. 4 февраля 1662 года состоялось обручение. Этот союз был популярен при французском дворе и поддерживался матерью короля Анной Австрийской, однако через два дня после подписания Монмартрского договора герцогства Лотарингия и Бар были переданы Людовику XIV. Договор оставил герцога Лотарингского безземельным, сделав его невыгодной партией для Марии Джованны: Карл отказался от брака, аннулировав обручение.

## Герцогиня Савойская
27 декабря 1663 года в Турине умерла Кристина Французская; 14 января следующего года умерла её невестка Франсуаза Мадлен Орлеанская. Карл Эммануил II остался без жены и наследника. В невесты ему была предложена любая из сестёр Франсуазы Мадлен, но ни одна из них не устраивала герцога Савойского. Стало ясно, что Карл Эммануил II желает брака с Марией Джованной, которая была членом его собственного дома. Людовик XIV поддержал желание герцога. Ранее Карл Эммануил получил предложение о браке с Марианной Австрийской; опасаясь потери влияния в герцогстве, король Людовик посоветовал герцогу дать отказ. Переговоры с семьёй Марии Джованны продолжались более года, прежде чем девушка прибыла в Анси, где 1 мая 1665 года вместе с бабушкой Франсуазой Лотарингской встретила будущего мужа. Грандиозная свадьба состоялась 20 мая того же года в замке Валентино. В приданое Марии Джованны вошли провинции Женевуа и Фосиньи, а также Бофор.
В Савойе принцессу стали называть на итальянский манер Марией Джованной Батистой; кроме того она стала известна по негласному титулу Мадам Реале, который произошёл от французского титула Мадам Руаяль, дававшегося старшей незамужней дочери монарха. В конце жизни так предпочитала называть себя и Кристина Французская. Марию Джованну при савойском дворе считали привлекательной и умной женщиной. 
Через год после свадьбы 21-летняя герцогиня Савойская родила сына, которого назвали в честь савойского деда Виктором Амадеем. В том же году сестра Марии Джованны Мария Франциска вышла замуж за португальского короля Афонсу VI. Несмотря на огромные расстояния между ними, сёстры оставались близки всю жизнь. До смерти мужа Мария Джованна играла незначительную роль в политике. Её муж проводил различные улучшения в королевских резиденциях и оставил прекрасное архитектурное наследие в Савойе. Мария Джованна и Карл Эммануил II также заказали строительство нескольких церквей в Турине.
Совместная жизнь супругов не была безоблачной: Карл Эммануил имел множество любовниц и внебрачных детей, которых Мария Джованна была вынуждена игнорировать. В 1672 году Гортензия Манчини, сбежавшая от мужа, попросила и получила защиты у герцога Савойского. К большому огорчению Марии Джованны Гортензия стала постоянной любовницей её супруга и получила в своё распоряжение шато-де-Шамбери, которое герцогиня не могла вернуть до самой смерти мужа. 12 июня 1675 года Карл Эммануил внезапно умер в Турине в возрасте сорока лет после нескольких приступов лихорадки, сопровождавшейся судорогами. На смертном одре Карл Эммануил назначил жену регентом Савойи при его сыне и наследнике.

## Регентство
Став регентом при одиннадцатилетнем сыне, Мария Джованна приняла свои новые обязанности с большим энтузиазмом и амбициями. Она продолжила работу мужа по реконструкции савойского имущества, поддерживала строительные проекты, художественные организаций и образовательные учреждения. Вдовствующая герцогиня поддерживала работу Алессандро Страделла, взяв его под защиту, когда он бежал в Турин из Венеции. Она также продолжила финансировать и поддерживать работу Гварино Гварини, расписавшего во время её регентства часовню Туринской плащаницы и здание Иезуитского колледжа. Мария Джованна также планировала работы по расширению Турина вниз по реке По. Она попыталась открыть университет в Шамбери, но успеха не достигла.
Мария Джованна сделала многое, чтобы поддерживать связи с могущественным соседом Савойи — Францией, которая была одновременно союзником герцогини и её семьёй. Марию Джованну критиковали за слишком большое желание сохранить власть, для чего она готова была стать марионеткой Людовика XIV. Однако она также работала над поддержанием и развитием отношений с королевскими дворами Испании, Англии и других стран.
Отношения с сыном у Марии Джованны были всегда напряжёнными из-за её стремления сохранить власть в своих руках. Кроме того, герцогиня тратила много времени на управление герцогством и на сына времени у неё почти не оставалось. Тем не менее, Мария Джованна держала сына под пристальным вниманием, чтобы убедиться, что он не будет пытаться отобрать у неё власть. Несмотря на плохие отношения с сыном, она открыто содержала любовников при дворе: в возрасте тридцати трёх лет она имела близкие отношения с графом Сен-Морис, который был на десять лет младше неё. Их отношения продлились около четырёх лет, затем семья Мориса впала в немилость и покинула Турин из-за дипломатического провала отца семейства.
К 1677 году Мария Джованна стала подыскивать невесту для сына, который через три года должен был достичь совершеннолетия. Популярными кандидатками стали Мария Антония Австрийская, португальская племянница герцогини, Мария София Нейбургская и Анна Мария Орлеанская. Сначала Мария Джованна встретилась с сестрой в Лиссабоне, чья единственная дочь инфанта Изабелла Луиза была наследницей короля Педру II. Законы Португалии гласили, что наследница престола должна оставаться в стране и выйти замуж за родственника. Мария Джованна стала вести переговоры с Португалией, чтобы женить сына на её наследнице. Такой весьма престижный брак позволил бы Марии Джованне оставить контроль над Савойей в своих руках, в то время как Виктор Амадей II должен был жить в Португалии. Однако против этого союза выступило большинство политиков; Виктор Амадей уговорил мать отложить брак на два года.
Мария Джованна стала рассматривать тосканское предложение о браке с Анной Марией Луизой Медичи. Не желая портить отношения с Францией, герцогиня-регент вела переговоры в тайне от неё. Этот вариант брака был популярен в герцогстве, поскольку давал мощного союзника в Италии, и даже был одобрен Виктором Амадеем, однако переговоры не увенчались успехом.
Официально регентство Марии Джованны завершилось в 1680 году, хотя реальная власть оставалась в её руках до 1684 года. Людовик XIV стремился поддержать и без того немалое влияние в Савойе и предложил брачный союз Виктора Амадея со своей племянницей Анной Марией Орлеанской, дочерью Филиппа I, герцога Орлеанского, и его первой жены Генриетты Английской. Виктор Амадей дал согласие на брак, который состоялся 6 мая 1684 года. По прибытии к савойскому двору Анна Мария попала под влияние своей властной свекрови; позднее придворные описывали её как послушную и скромную невестку, потакавшую желаниям Марии Джованны. Близкие отношения между супругой и матерью не одобрялись Виктором Амадеем, поскольку Мария Джованна давно стала его политической соперницей. Когда в 1690 году Виктор Амадей порвал связи с Францией, Анна Мария и её дети покинули столицу вместе с Марией Джованной в знак протеста.

## Дальнейшая жизнь
В начале 1684 года Виктор Амадей II окончательно взял власть над герцогством в свои руки и решил лишить мать любого влияния при дворе, выслав её в Палаццо Мадама. Палаццо Мадама был домом Кристины Французской во вдовстве, а при Марии Джованна был расширен под руководством Филиппо Юварра, фаворита её сына.
В 1686 году Мария Джованна продала Омальское герцогство Луи Огюсту де Бурбону, внебрачному сыну Людовика XIV от мадам де Монтеспан. Омаль был личной собственностью Марии Джованны, унаследованной ею после смерти отца. Мария Джованна также стала последней графиней Женевского графства, которое после её смерти перешло к Савойскому герцогству.
В браке Виктора Амадея и Анны Марии родилось 9 детей (трое мертворождённых, одна дочь и один сын умерли в детстве и младенчестве соответственно), четверо из которых имели потомство. Мария Джованна стала крёстной матерью своей старшей внучки Марии Аделаиды. С Анной Марией у вдовствующей герцогини сложились хорошие отношения. Кроме того, близка она была и с внучками Марией Аделаидой и Марией Луизой, которые еженедельно навещали бабушку в Палаццо Мадама. Мария Аделаида, в частности, вела регулярную переписку с бабушкой после 1696 года, когда юная принцесса вышла замуж за Людовика, герцога Бургундского. Мария Луиза стала женой брата герцога Бургундского, испанского короля Филиппа V. Мария Аделаида, к великому огорчению бабушки, умерла в Версале от кори в 1712 году. Два этих престижных брака были организованы Людовиком XIV, чтобы привлечь Савойю на свою сторону в Войне за испанское наследство. В ходе войны Мария Джованна вместе с внуками бежала в Геную и была вынуждена продать драгоценности, чтобы поддержать семью во время осады Турина в 1706 году.
Благодаря Утрехтскому мирному договору 1713 года сын Марии Джованны получил Королевство Сицилию. Виктор Амадей был коронован в Кафедральном соборе Палермо в декабре 1713 года. Он поручил матери поддерживать правительство в его отсутствие, однако она отказалась, и регентом стал её внук Виктор Амадей, принц Пьемонта.
Несколько месяцев спустя савойский двор узнал о смерти Марии Луизы, произошедшей в феврале 1714 года; в марте следующего года от оспы скончался принц Пьемонта. Три смерти, произошедшие в течение последних четырёх лет, сблизили мать и сына. Со смертью Виктора Амадея-младшего наследником отца стал другой внук Марии Джованны — Карл Эммануил.
Мария Джованна скончалась 15 марта 1724 года в Палаццо Мадама чуть меньше, чем за месяц до своего восьмидесятилетия. Похоронена в аббатстве Сан-Микеле.